# Seowon

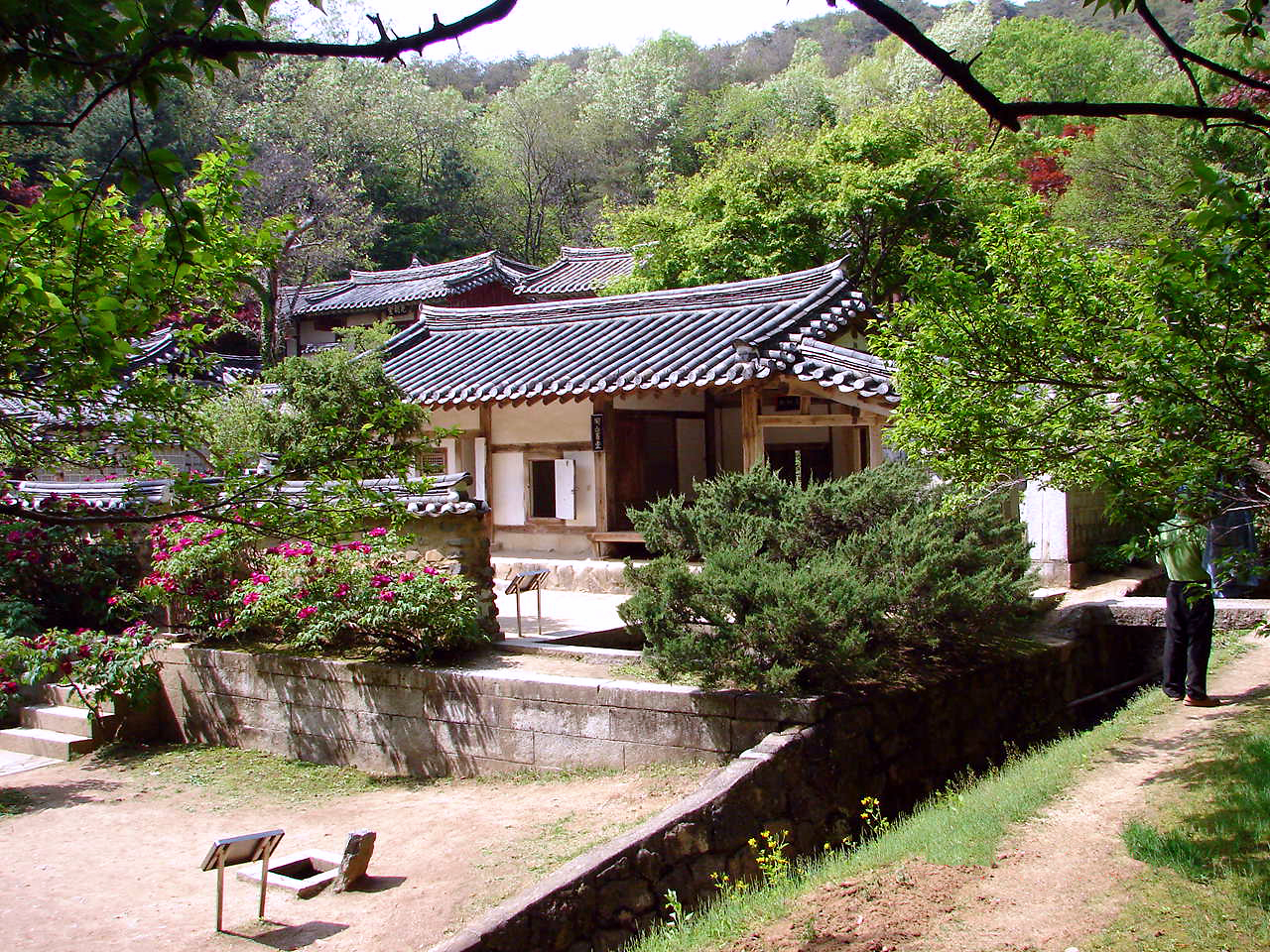
Seowon Dosan en Andong, imagen del billete de 1.000 won de Corea del Sur entre 1975 y 2007.

Se llama seowon (en hangul, 서원; en hanja, 書院) a las instituciones educativas más comunes de Corea durante el apogeo y finales de la dinastía Joseon. Eran instituciones privadas que combinaban las funciones de un santuario confuciano y una escuela preparatoria. En térmicos educativos, el seowon era el lugar de preparación típico para los exámenes nacionales a funcionario. En muchos casos, los seowon sólo aceptaban a alumnos de la aristocracia yangban.

## Historia

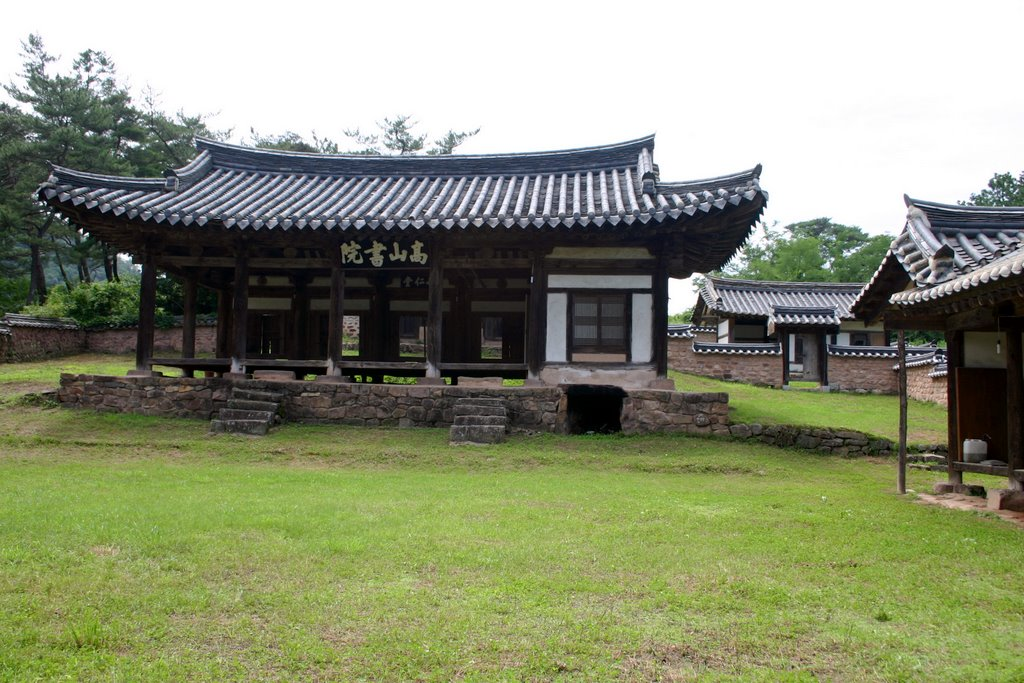
Seowon de Gosan

Los primeros seowon aparecen con el comienzo de la dinastía Joseon. A pesar de que el año exacto de su introducción no es seguro, en 1418 el rey Sejong realizó donaciones a dos estudiosos para que instalaran seowons en Gimje y Gwangju. El primer seowon en recibir patrocinio real fue el Sosu Seowon de Punggi, presidido por Toegye, que recibió un letrero del rey Myeongjong en 1550.
Muchos seowon fueron establecido por estudiosos seonbi o por familias yangban locales. Por ejemplo, Ju Se-bong estableció el Sosu Seowon, que siguió en operación mucho tiempo después de su muerte. Algunos de ellos fueron construidos por académicos Sarim refugiados en pueblos en tras las purgas de intelectuales del siglo XVI y se convirtieron en bases de su poder.
La mayoría de los seowon fueron clausurados por un edicto del regente Daewon-gun en los turbulentos años finales del siglo XIX. Prohibió la construcción no autorizada de seowon en 1864 y acabó con su exención de impuestos en 1868. Finalmente, en 1871, ordenó su cierre. La clase yangban provincial se vio indignada por estas medidas, siendo una de las razones que terminaron expulsando a Daewon-gun del poder en 1873.

## En la cultura popular
En la videojuego de estrategia Civilization IV, el seowon reemplaza a la universidad en la civilización coreana. En susecuela Civilization VI, el seowon reemplaza al distrito de campus en el Imperio coreano.